# Slagsvärd

Slagsvärd (Livrustkammaren)

Slagsvärd eller slaktsvärd (fornsvenska: slaghsvärdh, jämför medellågtyska: slachswert, slachtswert, tyska: Schlachtschwert) är ett historiskt löst begrepp för förhållandevis stora svärd som företrädesvis avses för att hugga med (huggsvärd). Slagsvärd är därtill ofta tveeggade tvåhandssvärd (som förs med två händer), stundom former av långsvärd som är för stora för att bära i svärdsskida varav de måste bäras på axeln.
Delanaloga begrepp på andra språk är bland annat engelska: greatsword (”storsvärd”) och tyska: Großschwert (”storsvärd”). Som hyponym finns även tyska: Zweihänder (”tvåhandare”), alltså tvåhandssvärd.

## Galleri

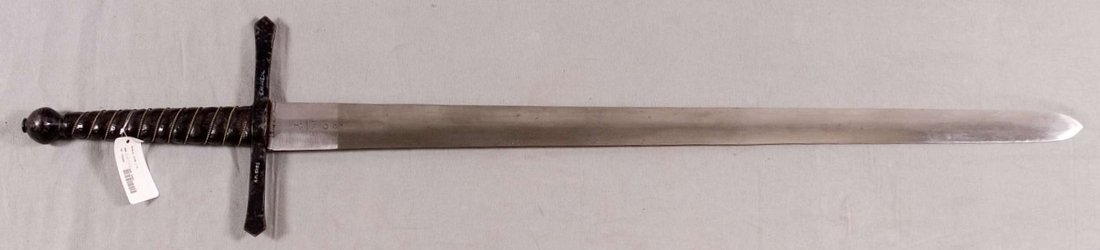
Slagsvärd (Armémuseum)
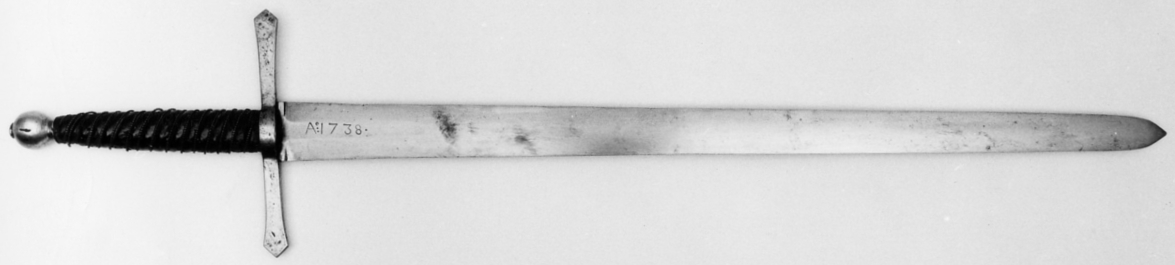
Slagsvärd (Sjöhistoriska museet)
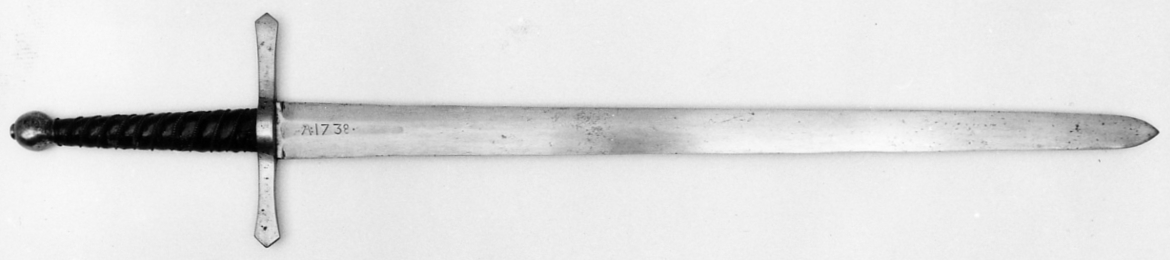
Slagsvärd (Sjöhistoriska museet)

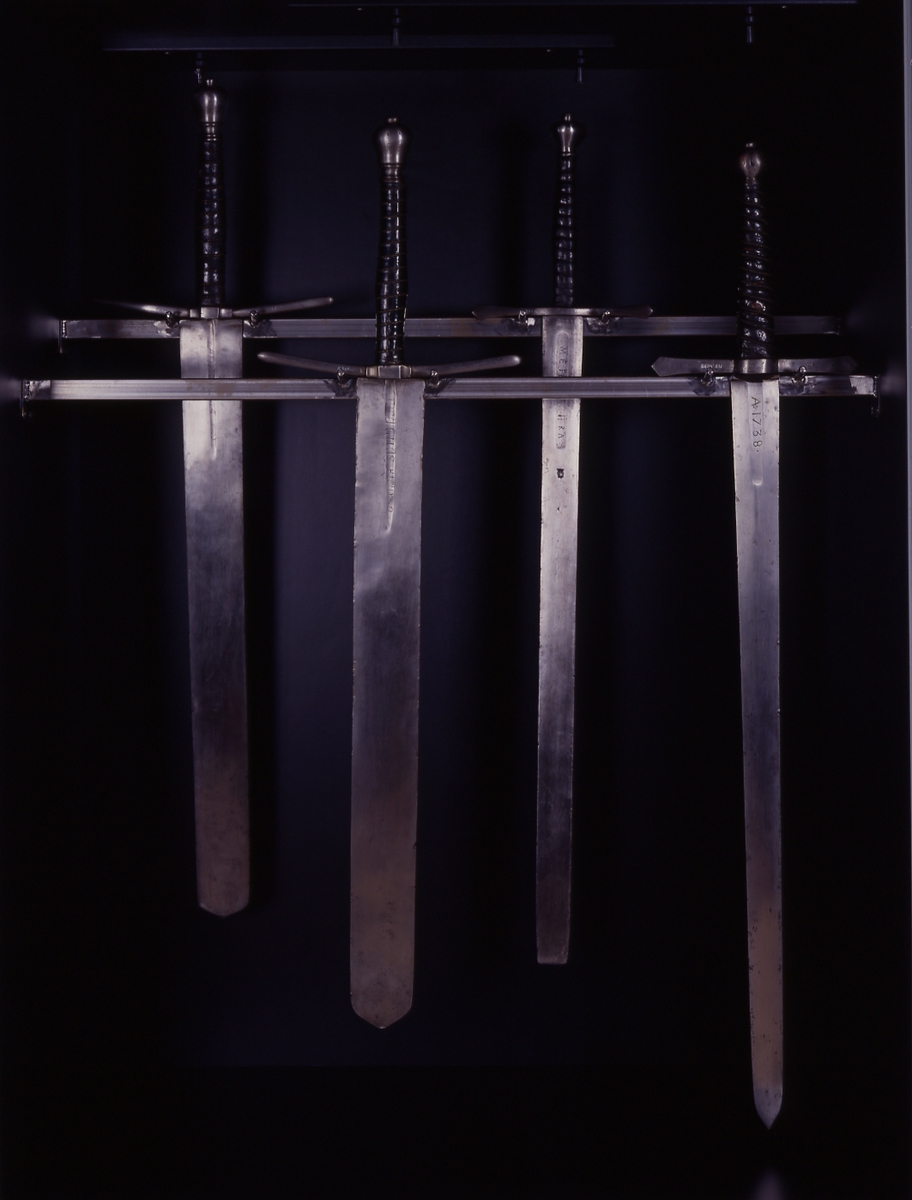
Olika slagsvärd (Marinmuseum)
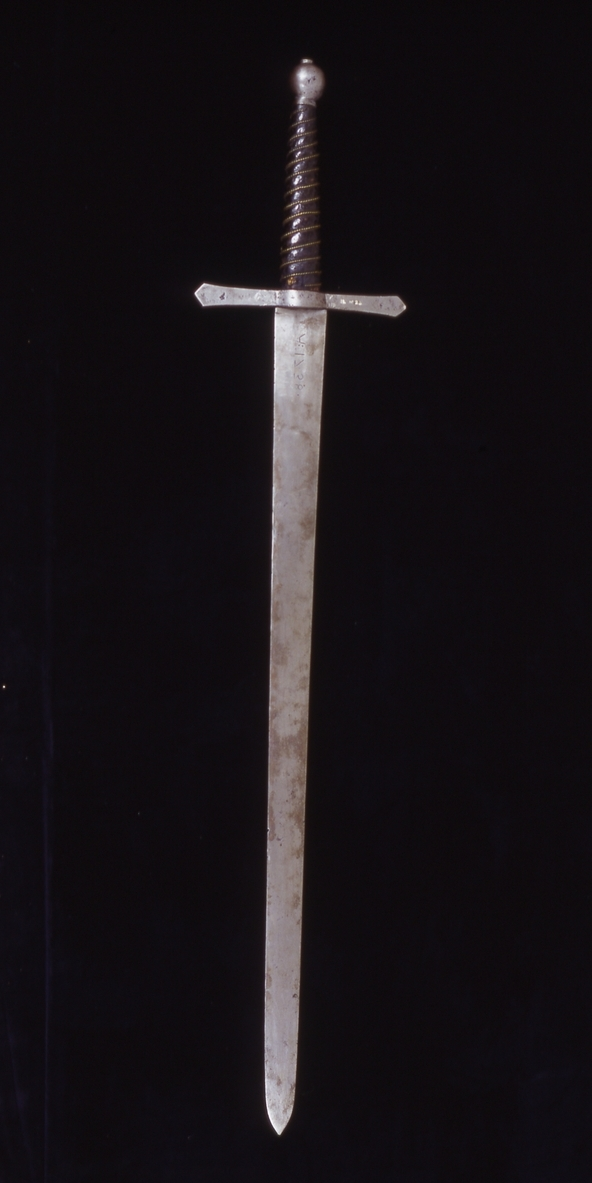
Slagsvärd (Marinmuseum)
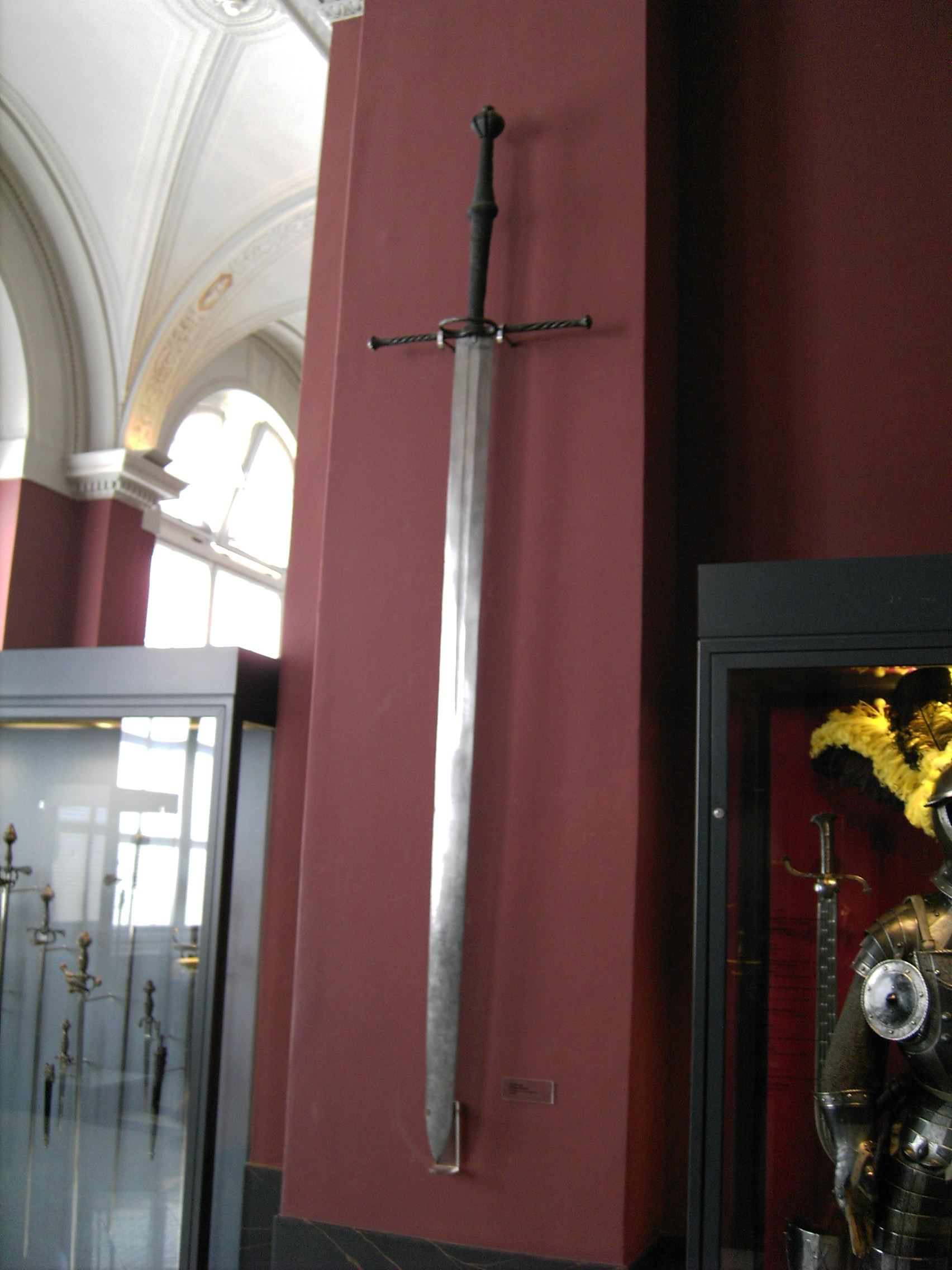
Tyskt slagsvärd, Dresden.